# Weltensegler-Werke

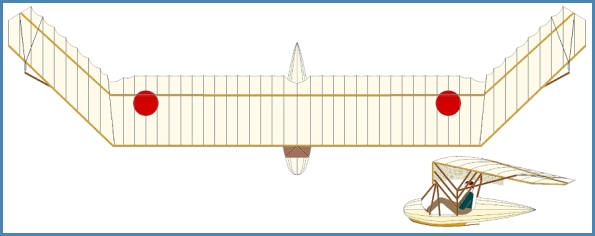
Weltensegler „Feldberg“, 1921

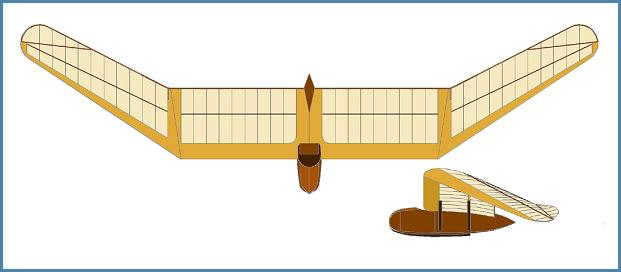
Weltensegler „Baden-Baden Stolz“, 1922

Die Weltensegler-Werke G.m.b.H. wurde 1920 als Segelflugwerke G.m.b.H in Baden-Baden von Friedrich Wenk gegründet. Das 1922 in Weltensegler-Gesellschaft umbenannte Unternehmen baute Segel- und Leichtflugzeuge. In den Werkstätten, die sich 1921 auf der Wasserkuppe befanden, waren für kurze Zeit auch Alexander Lippisch und Max von Pilgrim als Konstrukteure tätig. Die Stilllegung des Unternehmens erfolgte 1925.
Friedrich Wenk hatte schon in seiner Jugend mit Modellflugzeugen experimentiert und herausgefunden, dass sich ein ganz normaler Rechteckflügel dadurch stabilisieren ließ, dass man die Flügelenden nach hinten unten abwinkelte und am so entstandenen Knick („Weltensegler-Knick“) einen sogenannten Schränkungssprung einbaute. Diese Erkenntnisse brachte er vor allem in seinen bekannten schwanzlosen Konstruktionen „Feldberg“ und „Baden-Baden Stolz“ ein, aber auch die von ihm konstruierte Grunau 7 „Moatzagotl“ und die daraus abgeleitete Gö-3 „Minimoa“ tragen seine Handschrift.

## Produkte

### Feldberg
Der Nurflügel-Gleiter „Feldberg“ verfügte über ein rechteckiges Flügelmittelteil mit V-Form, das durch ein Strebenwerk abgestützt wurde. Daran schloss sich der nach unten abgewinkelte Außenflügel an. Einzigartig war die Steuerung, denn die Außenflügel konnten mittels Seilzug verstellt werden. Die Gegenkraft wurde dabei durch Federn erzeugt, was sich für den praktischen Flugbetrieb als nicht ausreichend herausstellen sollte.
Das Flugzeug nahm 1921 am zweiten Rhön-Segelflugwettbewerb teil. Am 14. August 1921 wurde die Maschine zur Startstelle gebracht und Willy Leusch nahm in der Rumpfgondel Platz. Das extrem leicht gebaute Flugzeug wurde von der Mannschaft gegen den Wind getragen und losgelassen. Leusch gewann etwa 80 m an Höhe. In einer Kurve konnten die Federn nicht mehr genug Rückstellkraft erzeugen und das Fluggerät stürzte mit flatternden Außenflügeln in einer Spirale zu Boden, wobei Leusch getötet wurde. Trotz des Unglücks wird dieser Flug als erster „Segelflug“ angesehen, bei dem ein motorloses Flugzeug die Ausgangshöhe der Startstelle überstieg.

### Baden-Baden Stolz
Wenk gab seine Konstruktionsprinzipien nicht auf und es kam zum Bau eines weiteren Flugzeuges. Die „Baden-Baden Stolz“ hatte einen torsionssteifen Flügel, der zur Rumpfgondel hin mit zwei kurzen Streben abgestützt war. Wieder war der Außenflügel abgewinkelt und die Endleiste war zur Flügelspitze hin stark nach oben gezogen. Diesmal war der Außenflügel aber nicht schwenkbar und die Steuerung erfolgte entweder durch Steuerklappen oder durch eine Flügelverwindung. Die wenigen vorhandenen Aufnahmen geben über die Art der Steuerung keinen Aufschluss. Die Maschine flog nie, da sie beim Transport beschädigt worden war.

### Sonstige Flugzeuge
nach Lange
- Schulgleiter „Hols der Teufel“ (auch mit Ilo-Hilfsmotor)
- „Aero-Präsident“ (Zweisitzer mit Zweitakt-Boxermotor, Teilnahme am Rhön-Leichtflugzeug-Wettbewerb 1924)
- „Bremen-Helgoland“ (Gleiteindecker mit Hilfsmotor, war zum Rhön-Leichtflugzeug-Wettbewerb 1924 angemeldet)
- „Deutscher Aar Frundsberg“ (zweisitziger Eindecker mit Hilfsmotor, war zum Rhön-Leichtflugzeug-Wettbewerb 1924 angemeldet)
- „Schwärmer“ (Gleiteindecker mit Hilfsmotor, war zum Rhön-Leichtflugzeug-Wettbewerb 1924 angemeldet)
- „V.E.I.“ (Sportzweisitzer, Eindecker in Gemischtbauweise)